# Nucleic Acid Test
Per test degli acidi nucleici o nucleic acid test (NAT) si intende un insieme di alcune tecniche di laboratorio di biologia molecolare, con le quali è possibile moltiplicare (amplificare) frammenti anche estremamente piccoli di materiale genetico (DNA o RNA) in modo tale da poterlo identificare e quantificare: pertanto sono anche detti test di amplificazione degli acidi nucleici.
A questo insieme di tecniche appartiene la reazione a catena della polimerasi.
Queste tecniche hanno svariati utilizzi:
- il riscontro dell'eventuale presenza di virus nel sangue, come HIV, HBV, HCV, SARS-CoV-2
- l'esecuzione del test del DNA